# نوی-هوهنشونهاوزن
نوی-هوهنشونهاوزن (به آلمانی: Berlin-Neu-Hohenschönhausen) یک منطقهٔ مسکونی در آلمان است که در لیشتنبرگ واقع شده‌است. نوی-هوهنشونهاوزن ۵۳٬۶۹۸ نفر جمعیت دارد.